# Harangedényes kultúra

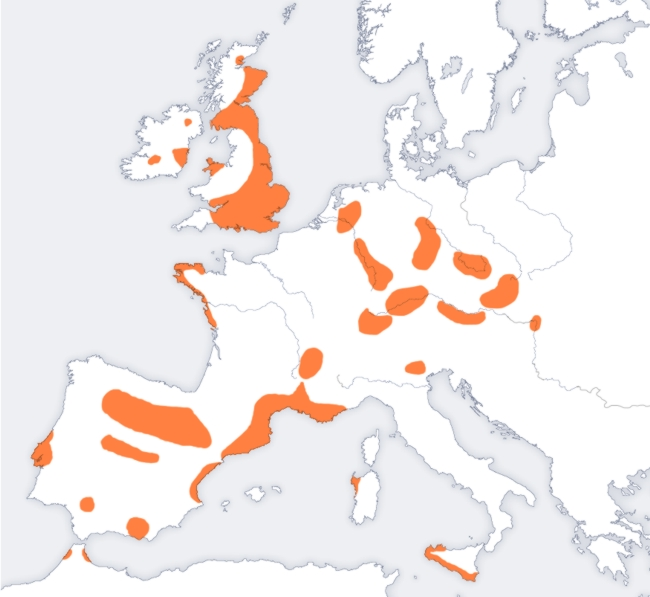
A harangedényes kultúra elterjedése Európában

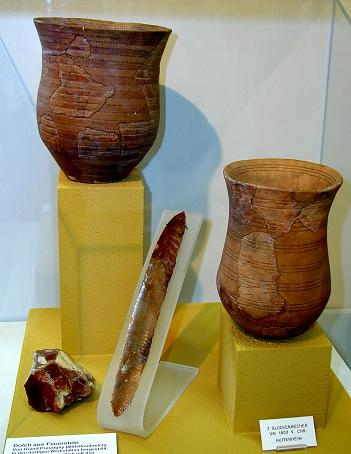
Néhány, a jellegzetes formájú edények közül

Bár Magyarország területén a harangedényes kultúra (angolul: Bell-Beaker culture, néha rövidítve Beaker culture, vagy Beaker people vagy Baeker folk, németül: Glockenbecherkultur) a korai bronzkor egyik fő régészeti kultúrájaként jelenik meg, Nyugat-Európában a késő neolitikumból vagy a kőrézkorból a kora bronzkorba való átmenet egyik kultúrája volt, kb. Kr. e. 2800-1800 között (a Kr. e. 1800-as évszám Nagy-Britanniára vonatkozik). Vezérleletei: harangedények, réztőrök, csuklóvédők, V-furatú csontgombok (harangedényes csomag). A kultúra elterjedési területe Észak-Marokkótól, Szicílián át Nyugat-Európában egészen a Brit-szigetekig, Közép-Európában pedig a Kárpát-medencén át egészen Lengyelországig terjed. A kultúra népessége általában a nagyobb folyók és a tengerpart mentén hozta létre településeit. A kutatók egységes véleménye szerint a Harangedényes kultúra az Ibériai-félszigeten alakult ki és innét terjedt tovább 

## Kutatástörténet
Magyarországon Budapesttől délre a Csepel-szigeten fekvő Tököl község határában 1876-ban tárta fel az első harang alakú edényeket Csetneki Jelenik Elek, aki 1879-ben "A csepelszigeti őskori temetők" című publikációjában négy edény képét közölte is, ismertté téve Tököl nevét a nemzetközi régészeti irodalomban . A német régészetben 1900-ban az akkor Mainzban dolgozó Paul Reinecke őstörténész vezette be a "harangedények" kifejezést, amit az olasz és cseh nyelvű őstörténészek már használtak. Az angolszász szakirodalomban John Abercromby vezette be a harangedény kultúra (Bell-Beaker culture) terminológiát 1904-ben.
A harangedényes kultúrának független régészeti kultúraként való kezelése vitaható. Gordon Childe úgy látta, hogy a harangedényesek mint misszionáriusok Spanyolországból indultak, Európa atlanti peremén keresztül és magukkal hozták a rézkohászat ismeretét. Stuart Piggott szerint a harang alakú edényeket készítő csoportok a Tajo közép-portugáliai torkolatvidékéről indultak kelet és észak felé tartó sorozatos vándorútjaikra valamivel a Kr. e. 3. évezred végén. Piggot radiokarbon adatokkal támasztotta alá, hogy a rézművesség ismeretét magukkal hozó csoportok Hollandia területén találkoztak a zsinegdíszes kultúrával, majd Németalföld és a Rajna-vidék újabb harangedényes vándorlások kiindulópontjává vált.
Elsősorban von Stephen Shennan képviseli azt a véleményt, hogy ezek a tipikus harangedény berendezések egy új elithez kapcsolódó presztízs tárgyak voltak. Christian Strahm (Freiburg) megalkotta a harangedényes jelenség fogalmát, hogy elkerüljék kultúra a kifejezést.
Sangmeister 1972-ben a harangedényes kultúra hordozóit mint mozgó, kisebb társadalmi csoportokat jellemzi, amelyek a nekik magas társadalmi megbecsülését adó anyagok kutatására, feldolgozására és kereskedelmére specializálódtak. A települések hiánya alátámasztja a rendkívül mobil "harangedényesek" hipotézisét.
A szaporodó lelőhelyek és a modern értelmezések árnyaltabb képet mutatnak, úgyhogy a mobilitás kérdése ellentmondásos. A harangedényes kultúra elterjedése nem összefüggő területet mutat, hanem szigetszerű gócokat (például: Dél-Bajorországban). Az 1970-es években Schreiber Rózsa magyar régész is kiemelte, hogy a harangedényes csoportok letelepedése egymástól kisebb nagyobb távolságban lévő gócokban történt.
1976-ban Lanting és Van der Waals megalkották a harangedényes kultúra holland modelljét. Ők Hollandia területén a Kr. e. 2500-2000 közötti időszakot jelölték meg a harangedényes kultúra korszakaként, amit egyben a kora bronzkor utolsó fázisának is tekintettek. Piggott álláspontjával szemben ők azt képviselték, hogy a harangedényes kultúra Hollandia területén fejlődött ki a zsinegdíszes kultúrából (amit a magányos sírok kultúrájának is neveznek.)

## Jellemzői
A bronzkori Európa egyik legszebb edénytípusa után elnevezett kultúra vezérlelete a fordított harang formájú edény, amelyet sávos-geometrikus, olykor mészbetéttel kitöltött díszítés borított. Az edénytípus elterjedését egy szellemes elmélet a sörivás kultúrájának általánosabbá válásához kapcsolja, amit a kultúra spanyolországi leletein elvégzett természettudományos vizsgálatok alátámasztani látszanak. Egyes mintákból sör és mézsör maradványokat azonosítottak. Azonban nem minden harangedény használtak ivásra, némelyeket rézérc olvasztáshoz, másokat étkezéshez, megint másokat pedig temetői urnaként használtak. A harang alakú edények radiokarbon keltezése ma Kr. e. 2900-1800/1700 közötti, ami egyidejűvé teheti őket a zsinegdíszes kerámia kultúrájával , de egy portugáliai partvidéki eredettel, ahol a legkorábbi példányok találhatók.
A harangedényes kultúra további jellegzetes leletei a "V" fúrású csontgomb, a nyeles réz- vagy bronztőr és a csuklóvédő kőlemez, amely nyilazásnál a visszacsapódó húr elleni védelmül szolgált a csuklón.

## Eredet
Lanting és Van der Waals olyan kronológiát javasoltak, hogy a harang alakú edények a zsinegdíszes kerámiából és a tölcséres szájú edények kultúrájának előzményeiből fejlődött ki, ez évtizedekig általánosan elfogadott volt. A harangedények kultúráját javasolták egy korai indoeurópai kultúra, még pontosabban, egy ősi proto-kelta, proto-itáliai vagy italo-kelta kultúra jelöltjének. Jelenleg azonban, az összes elérhető dél-németországi forrást áttekintve, azt a következtetést vonták le, hogy a harangedényes kultúra egy új és független kultúra volt, a zsinegdíszes kultúra kortársaként. Ezt a következtetést alátámasztja a harang alakú edények radiokarbon keltezésének egész Európára kiterjedő áttekintése, miszerint a harang alakú edények legkorábbi harangedényeket Ibériában készítették Kr. e. 2900-ban. Ez azt jelenti, hogy a zsinegdíszes kerámiával egyidős stílusról van szó, de különböző kezdetekkel a különböző európai régiókban.

## Vándorlás és/vagy új kultúrákba való beilleszkedés
A harang alakú edények szokatlan formája, és hirtelen felbukkanásuk a régészeti rétegekben, egyéb leletek jellegzetes csoportjaival alkotják a harangedényes „csomagot”, melyet a harangedényes kultúra hagyományos magyarázata egy népcsoport egész Európára kiterjedő diffúziójaként interpretált.
Hollandia területéről már a Kr. e. 19. századból vannak rádiókarbon adatok a harangedényes csoportok megtelepedéséről és a zsinegdíszes kerámia népével való keveredésről. A Rajna vidék és Németalföld volt a kiindulópontja a harang alakú edényeket készítő csoportok úgynevezett visszaáramlásának, amely Franciaország, Szardínia, Szicília, Spanyolország, valamint a Brit-szigetek területét érintette. Angliában Kr. e. 1800 körül jelennek meg a harang alakú edények. Piggott nem utal rá, hogy a harang alakú edények készítői ismerték volna a bronzkészítést. Sőt a rézöntésnek is az egyrészes, nyitott öntőformát alkalmazó módját ismerték csak. Viszont az ő vándorlásaikhoz kapcsolható a rézművesség nyugat-európai elterjedése. A harang alakú edények készítői mindenütt erősen érdekeltek voltak a helyileg található termésrész és arany kitermelésében. Felhívja viszont a figyelmet Piggot arra, hogy a harang alakú edények korszakának utolsó szakaszában, nagyjából a mai Bern, Bécs, Frankfurt és Drezda közötti területen új típusú rézeszközök, fegyverek és ékszerek is megjelentek, amelyek már a bronztárgyak előfutárai. Ez a váltás azonban szerinte a harang alakú edényeket készítő nép közreműködése nélkül történt, a Levantétól induló és tengeri úton az Adriai-tenger északi partjáig, majd onnét az Alpokon a Szent-Gotthárd hágónál áthaladó kereskedelmi vállalkozások hatására.
Azonban brit és amerikai régészek az 1960-as évektől szkeptikusak a történelem előtti migrációkkal kapcsolatban általában, így az új elmélet alapvetően elveti a „harangedényes nép” fogalmát. Figyelembe véve, hogy a harangedények elterjedése az egyes térségek legfontosabb közlekedési útvonalai mentén történt, beleértve a gázlókat, a folyóvölgyeket és a hegyi hágókat, felmerült az a gondolat, hogy a harangedényesek eredetileg bronzkereskedők voltak, akik azután a helyi neolitikus vagy kora kőrézkori kultúrákon belül alakították ki a helyi stílusokat. A harangedényekhez kapcsolódóan használt bronzeszközök nemrég elvégzett elemzése felveti egy korai ibériai rézlelőhely, majd ezt követően folytatott közép-európai és csehországi érckitermelés gondolatát.
Számos régész úgy gondolja, hogy a harangedényes ’nép’ nem egy csoportként létezett, és hogy a harang alakú edények és a harangedényes kultúra idején egész Európában megjelenő egyéb új tárgyak és tevékenységek a különleges kézműves készségek fejlődését jelzik. Ez az új felismerés a népességmozgások és a kulturális kapcsolat kombinációjából ered. Esetleg presztízs kapcsolódhatott a sör készítéséhez és fogyasztásához, vagy kereskedelmi kapcsolatok, amiket alátámasztanak a Európa atlanti partvidékén talált leletek.
A magyar régészetben nem figyelhető meg a harangedényes nép fogalmának egyértelmű elvetése. Schreiber Rózsa a harangedények népe szellemi kultúrájának tekinti a harangedényes kultúrát, Kovács Tibor még térképen is ábrázolta a harang alakú edények népének hódítását, Bóna István a harang alakú edények rejtélyes népéről, Poroszlai Ildikó a harang alakú edények kultúrája egy csoportjának Budapest környéki megtelepedéséről ír.
A harangedények népének elterjedési területe Marokkótól Nagy-Britannia északkeleti területeiig, illetve Keleten a Visztuláig és a Csepel-szigetig terjedt. Schreiber Rózsa szerint elterjedésük túlnyomó részén hirtelen jelentek meg, helyi előzmények nélkül, amiből bevándorlásukra következtethetünk. Abból pedig, hogy letelepedésük kisebb-nagyobb távolságokban fekvő gócokban történt, az következik, hogy mozgásuk nem nagy tömegben, hanem kisebb csoportokban történhetett. Ennek ellenére a helyi népesség életét jelentős mértékben módosították, anyagi kultúráját lényegesen megváltoztatták. Ezt követően azonban mindenütt igen hamar összeolvadtak a helyi lakossággal és igen hamar összeolvadtak a helyi lakossággal és összeolvadt, egységes helyi kultúrák jöttek létre. Egyik utolsó munkájában Schreiber Rózsa az angol kutatók álláspontját elfogadva már kétségbe vont a harangedényes nép létezését
Egy 2013-ban ausztrál kutatók által közzétett, főként Németország Közép-Elba régiójából származó csontvázakon végzett DNS-vizsgálatokon alapuló cikk szerint, azonban a DNS-vizsgálatok a vándorlást támasztják alá. A harangedényes kultúrához kapcsolódó népességnek szerepet játszott az ősi európaiak lényeges genetikai átalakulásában Kr. e. 2800 körül.

## Nyugat-Európa
A sajátos, fordított harang alakú edények Európa nyugati partvidékén végig megtalálhatók a Kr. e. 3. évezred végén.

## Kárpát-medence
A harangedényes kultúra kárpát-medencei megjelenése a Bécsi- és Morva medencében letelepült csoporthoz kapcsolható. Egyrészt ebből a csoportból vált ki a Budapest környékén letelepült Csepel-csoport, másrészt szintén e csoport vándorlásának vagy kisugárzásának hatásaként értelmezhetők a nyugat-magyarországi Vas vármegyében feltárt harangedényes leletek. A bécsi- és morva-medencei késő harangedényes csoport leletei a Fertő tóig megtalálhatók. Ezért a csoportot Oggau–Loretto csoportnak,, Oggau–Loretto–Leithaprodersdorf csoportnak, Lajta csoportnak vagy Oggau–Ragelsdorf csoportnak is nevezik. Bóna István és Károlyi Mária szerint e csoportból alakult ki a későbbi gátai kultúra.

### Csepel csoport
A kultúra legtöbb magyarországi lelőhelyét Budapest környékén tárták fel (Kelenföld, Albertfalva, Békásmegyer, Budakalász, Csepel-sziget, Szigetszentmiklós, Tököl). Az ásatások tanúsága szerint a kultúra népessége gerendavázas, paticsfalú házakban élt. A Budakalászon feltárt, több mint ezersíros temető a kultúra jelenleg ismert legnagyobb temetője Európában. A temetőt a kultúra népessége a nagyrévi kultúra népével együtt használta; a két népesség keveredését a sírmellékletek mellett a temetkezési rítusban megfigyelt különbségek is tükrözik (csontvázas illetve hamvasztásos urnasírok, ritkábban szórthamvas temetkezések). A sírokat helyenként körárok vette körül. A sírokba helyezett tárgyak között a jellegzetes harangedényeken kívül különféle tálak, poharak, korsók és fazekak voltak. Az átfúrt csontgombok és a csontból vagy mészkőből készült gyöngyök az egykori viselet emlékei. A kőből csiszolt csuklóvédő lemezeket feltehetően íjászok használták, a réztőrök szintén a harcosok felszereléséhez tartozhattak. Schreiber Rózsa a harangedény-csepeli csoportot a kora bronzkor IIa fázisba sorolja.
Szigetszentmiklóson az 1988-1989. évi ásatások során feltárták a Csepel csoport lakóházának alapját. A cölöplyukak alapján rekonstruálták a ház szerkezetét. Az íves alakú szerkezet csónak alakú lakóházra utal. Később még több csónak alakú lakóház alapját is feltárták itt. Szintén több a Csepel csoporthoz tartozó csónak alakú ház maradványát tárták fel Albertfalván is. Kelenföldön 2013-ban tártak fel egy települést, mely egykor a Duna-menti dombsor egyik magaslatán épült.

### Vas vármegyei harangedényes leletek
A mai Vas vármegyében a csepregi temető Károlyi Mária vezette feltárása 1969-1970-ben volt az első hiteles harangedényes feltárás. 2000-ben Szombathely korábban önálló településnek számító városrészében, Zanaton, majd 2004-ben az osztrák-magyar határon fekvő Bucsu község határában a Hosszú-Aszú dűlőnél tártak fel újabb harangedényes leleteket. A zanati településrész Kr. e. 2400-2200-ra datálható. Bucsunál öt csónak alakú ház maradványát tárták fel.

## Fordítás
Ez a szócikk részben vagy egészben  a   Beaker culture című angol Wikipédia-szócikk fordításán alapul.  Az eredeti cikk szerkesztőit annak laptörténete sorolja fel. Ez a jelzés csupán a megfogalmazás eredetét és a szerzői jogokat jelzi, nem szolgál a cikkben szereplő információk forrásmegjelöléseként.
Ez a szócikk részben vagy egészben  a   Glockenbecherkultur című német Wikipédia-szócikk fordításán alapul.  Az eredeti cikk szerkesztőit annak laptörténete sorolja fel. Ez a jelzés csupán a megfogalmazás eredetét és a szerzői jogokat jelzi, nem szolgál a cikkben szereplő információk forrásmegjelöléseként.